# 台北橋駅
台北橋駅（たいほくきょうえき）は台湾新北市三重区にある台北捷運新荘線（中和新蘆線）の駅。駅番号はO13。清朝末期に設置されていた全台鉄路商務総局鉄道（現台湾鉄路管理局縦貫線の前身）淡水橋停車場（たんすいばしていしゃじょう）についても併記する。

## 歴史
清朝時代にはこの場所に縦貫線の駅はなかったが、1895年9月に暴風雨で淡水河の橋（淡水橋）が不通になり、左岸（西岸）に仮停車場を設置。復旧後の1896年1月29日に廃止。
- 1897年9月10日 - 台湾総督府によって復旧された清朝全台鉄路商務総局鉄道の旧路線上に正式な駅が設置される[2]。場所は捷運駅より淡水河に近い現新北市政府警察局（中国語版）三重分局三重派出所付近。
- 1901年8月25日 - 廃止[3]:頁77。
- 2012年1月5日 - 新荘線伸延開業[4]。

## 駅構造
- 地下4階と6階に重層で単式ホーム2面2線がある地下駅[5]:頁97-98。ホーム上には開業時からフルスクリーンタイプのホームドアが設置されている[6]。出口は1つある[5]:頁97-98。

### 駅階層
| 地面      | 出入口                               | 出入口                                             |
| 地下 三階 | 公務層                               | 地下通路                                           |
| 地下 四階 | 2番線                                | →■中和新蘆線 南勢角方面（大橋頭駅）→               |
| 地下 四階 | 単式ホーム、車両右側のドアが開閉する |                                                    |
| 地下 四階 | コンコース                           | コンコース、案内所、自動券売機、自動改札機、トイレ |
| 地下 六階 | 1番線                                | ←■中和新蘆線 迴龍方面（菜寮駅）                    |
| 地下 六階 | 単式ホーム、車両左側のドアが開閉する |                                                    |

### 駅出口
出口は駅の南側にある。
- 出口：重新路一段

## 利用状況

### 台湾総督府
| 淡水橋駅 | 淡水橋駅 | 淡水橋駅 | 淡水橋駅 | 淡水橋駅 | 淡水橋駅 | 淡水橋駅 |
| 年       | 年間     | 年間     | 年間     | 年間     | 1日平均  | 1日平均  |
| 年       | 乗車     | 下車     | 乗降計   | 出典     | 乗車     | 乗降計   |
| -------- | -------- | -------- | -------- | -------- | -------- | -------- |
| 1897年度 | 22,184   | 21,217   | 43,401   | [ 7 ]    | 61       | 119      |
| 1898年度 | 22,184   | 21,217   | 43,401   | [ 8 ]    | 61       | 119      |
| 1899年度 | 50,357   | 42,178   | 92,535   | [ 9 ]    | 138      | 253      |
| 1900年度 | 54,168   | 41,538   | 95,706   | [ 10 ]   | 148      | 262      |
| 1901年度 | -        | -        | -        | [ 11 ]   | -        | -        |

### 捷運
| 年   | 年間      | 年間      | 年間      | 年間   | 日平均 | 日平均 |
| 年   | 乗車      | 下車      | 乗下車計  | 出典   | 乗車   | 乗下車 |
| ---- | --------- | --------- | --------- | ------ | ------ | ------ |
| 2012 | 1,986,405 | 2,114,802 | 4,101,207 | [ 12 ] | 5,487  | 11,329 |
| 2013 | 2,341,589 | 2,444,016 | 4,785,605 | [ 12 ] | 6,415  | 13,111 |
| 2014 | 2,703,318 | 2,779,957 | 5,483,275 | [ 12 ] | 7,406  | 15,023 |
| 2015 | 2,972,860 | 3,055,519 | 6,028,379 | [ 12 ] | 8,145  | 16,516 |
| 2016 | 3,242,229 | 3,317,419 | 6,559,648 | [ 12 ] | 8,859  | 17,923 |
| 2017 | 3,365,230 | 3,456,297 | 6,821,527 | [ 12 ] | 9,220  | 18,689 |
| 2018 | 3,442,381 | 3,538,708 | 6,981,089 | [ 12 ] | 9,431  | 19,126 |
| 2019 | 3,540,614 | 3,625,554 | 7,166,168 | [ 12 ] | 9,700  | 19,633 |
| 2020 | 3,230,055 | 3,305,318 | 6,535,373 | [ 12 ] | 8,825  | 17,856 |
| 2021 | 2,566,197 | 2,628,801 | 5,194,998 | [ 12 ] | 7,031  | 14,233 |

## 駅周辺
- 台北大橋
- 三和夜市
- 中央市場
- 三重市農会
- 林栄三文化公益基金会（本駅と菜寮駅の間）
- 天台広場
- 正義国小
- 光興国小
- 全聯福利中心三重天台店（スーパーマーケット）

## 画像

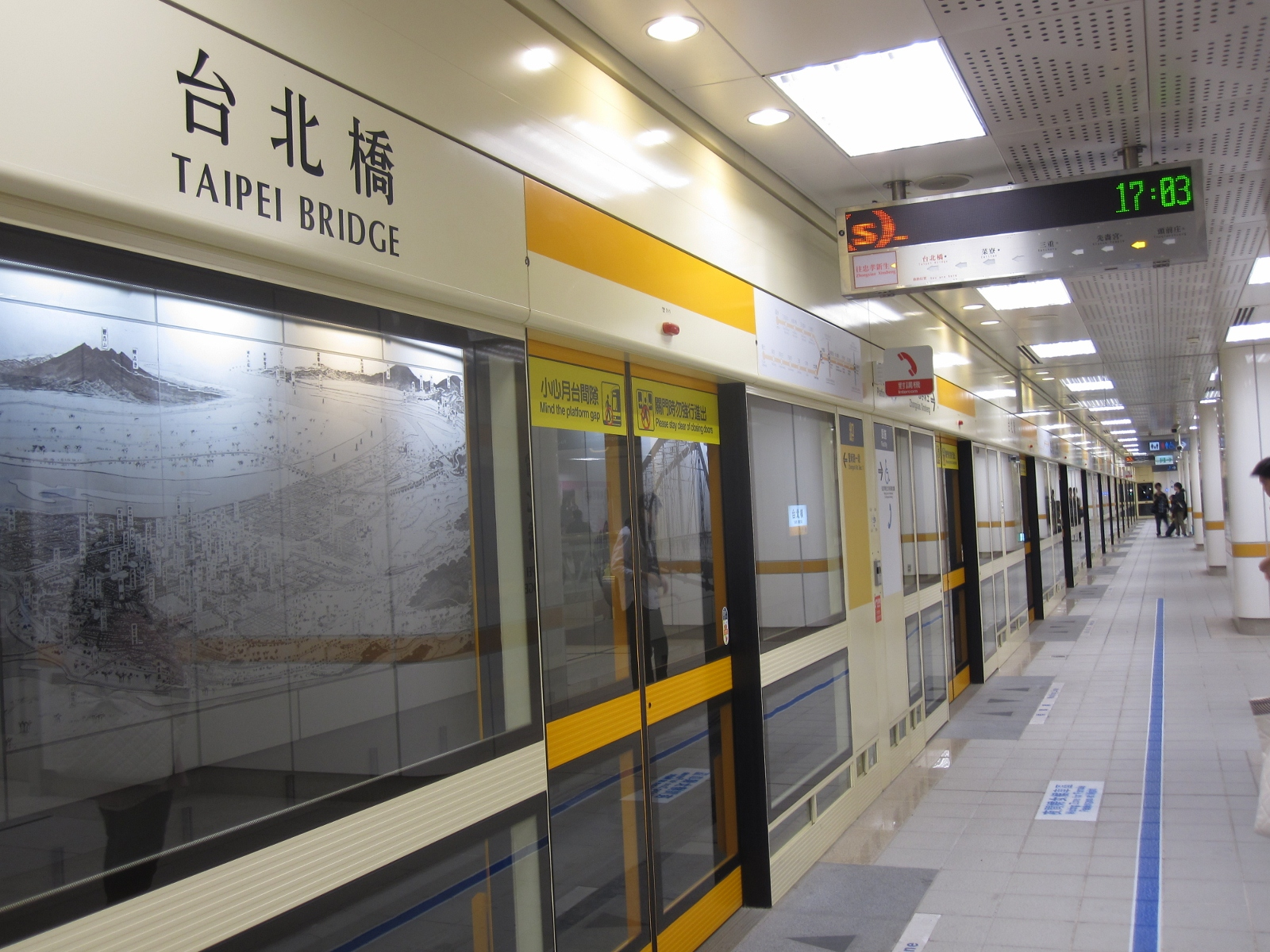
2番線
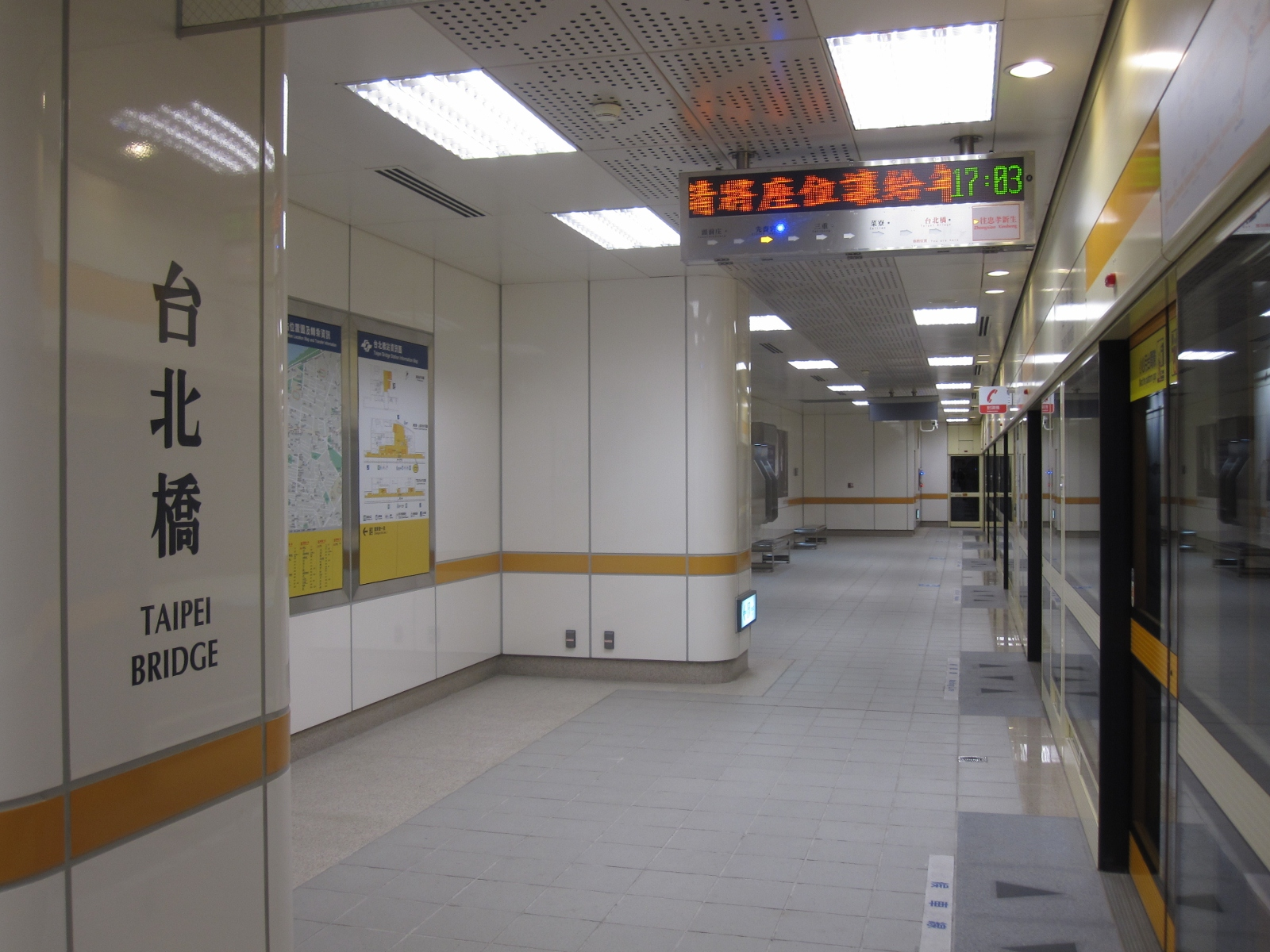
2番線
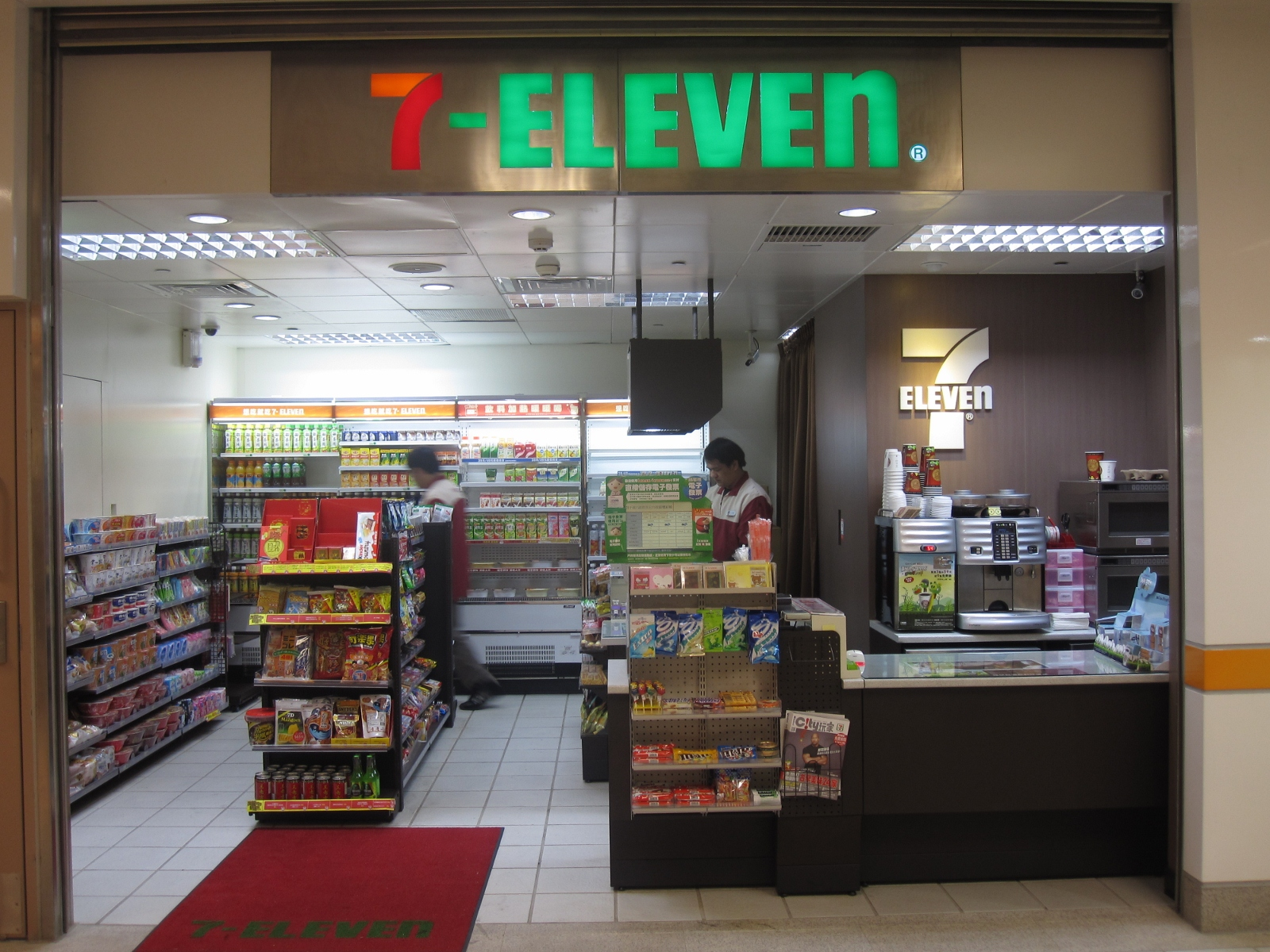
コンコースセブンイレブン
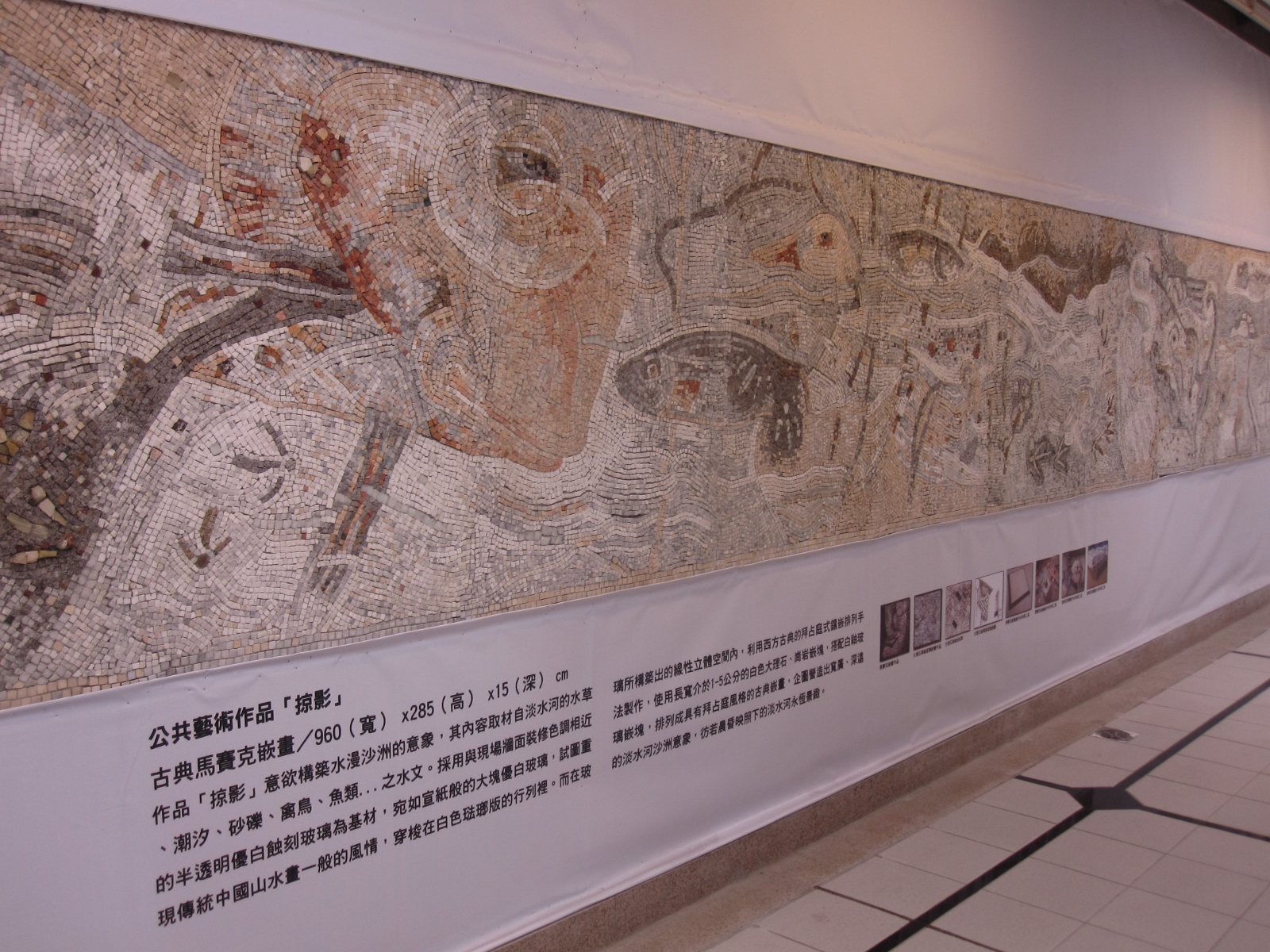
出口パブリックアート「掠影」
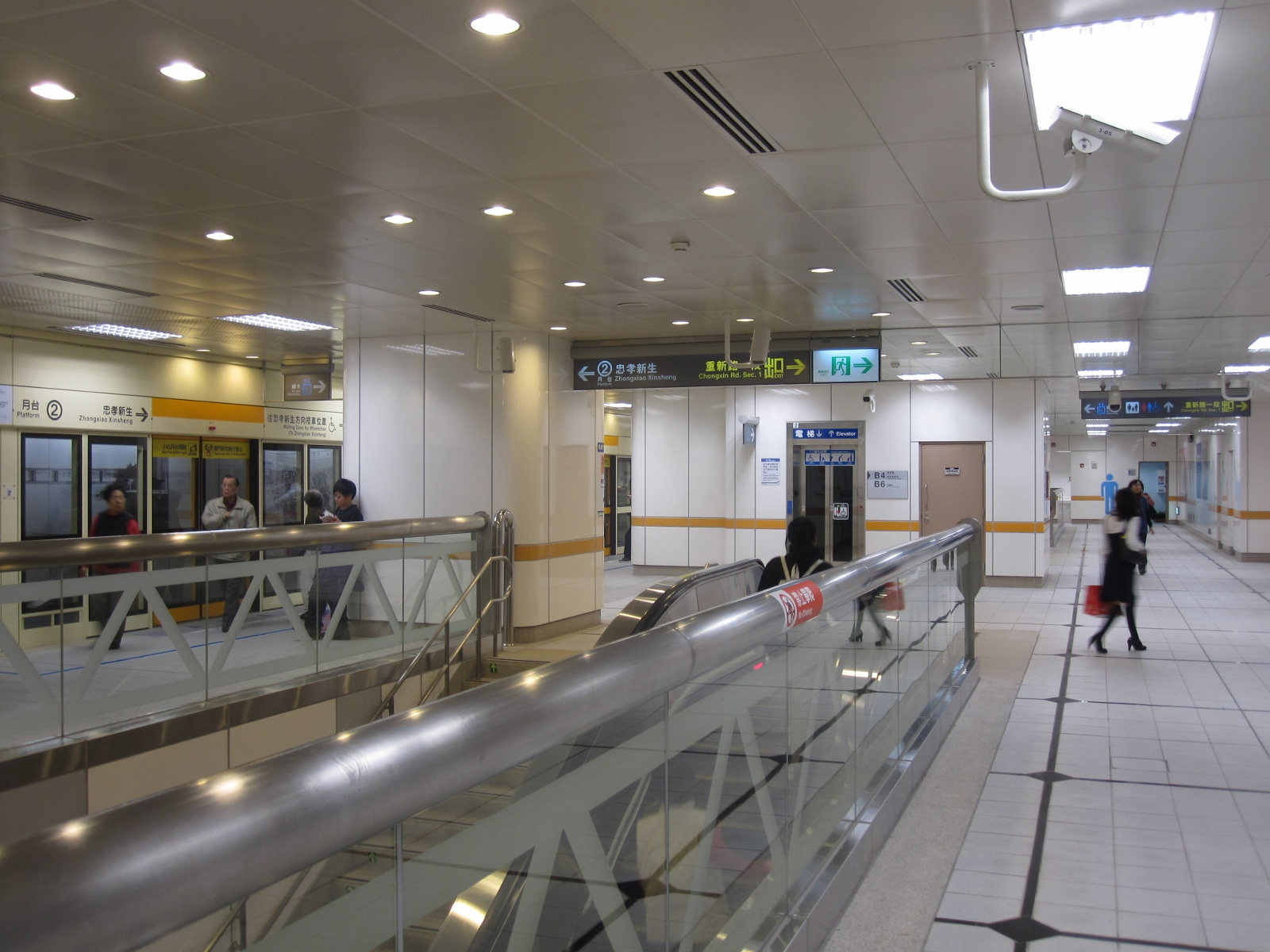
2番線乗車口

## 隣の駅
台北捷運
■中和新蘆線
菜寮駅 O14 - 台北橋駅 O13 - 大橋頭駅 O12
台湾総督府
全台鉄路商務総局鉄道（劉銘伝鐵道） 台北新竹線（廃止）
大橋頭駅 - (淡水橋左岸駅) - 淡水橋駅  - 海山口駅